# Thea Gill
Thea Louise Gill (ur. 5 kwietnia 1970 w Vancouver) – kanadyjska aktorka, występowała w roli Lindsay Peterson w serialu stacji Showtime Queer as Folk. Laureatka nagrody Leo.

## Życiorys
Absolwentka York University w Toronto. Jest żoną Briana Richmonda, reżysera teatralnego i wykładowcy akademickiego, z którym wychowała dwójkę pasierbów. Jest także osobą biseksualną.

## Filmografia
- Mulligans. Druga szansa (Mulligans, 2008) jako Stacey Davidson
- Dante’s Cove sezon 2 (2006–2007) jako Diana Childs (serial TV)
- Queer as Folk (2000–2005) jako Lindsay Peterson (serial TV)